# 大阪狭山市立第三中学校
大阪狭山市立第三中（おおさかさやましりつ だいさん ちゅうがっこう）は、大阪府大阪狭山市にある公立中学校。

## 概要
従来の狭山町立狭山中学校（現在の大阪狭山市立狭山中学校）および狭山町立南中学校（現在の大阪狭山市立南中学校）の校区を再編し、1981年に開校した。他の市立中学校同様に、大阪府の中学校としては珍しく学校給食を実施（学校給食センター方式）している。

## 沿革
- 1981年4月1日 - 狭山町立第三中学校として開校。
- 1982年3月5日 - 校歌発表式。
- 1983年 - 大阪府教育委員会より、技術家庭科の研究校に指定される（1984年度までの2年間）。
- 1987年10月1日 - 大阪狭山市の市制施行に伴い、大阪狭山市立第三中学校と改称。
- 2004年 - 大阪府教育委員会より、「わがまちの誇れる学校づくり」および授業評価システムの推進校に指定される。
- 2006年4月1日 - 2学期制が開始。
- 2015年4月1日 - 3学期制が開始。

## 出身者
- 今谷慶介（ミュージシャン）
- 小池徹平（俳優、歌手）
- 田村龍弘 - プロ野球選手 (千葉ロッテマリーンズ)
- 臼杵寛（アイドル、ミュージシャン）
- 西浦克拓（日本ハムファイターズ）

## 交通
- 南海高野線 金剛駅 南西へ約1km。